# Lake Hamilton (Arkansas)
Lake Hamilton – jednostka osadnicza w Stanach Zjednoczonych, w stanie Arkansas, w hrabstwie Garland.